# مطار هوبارت

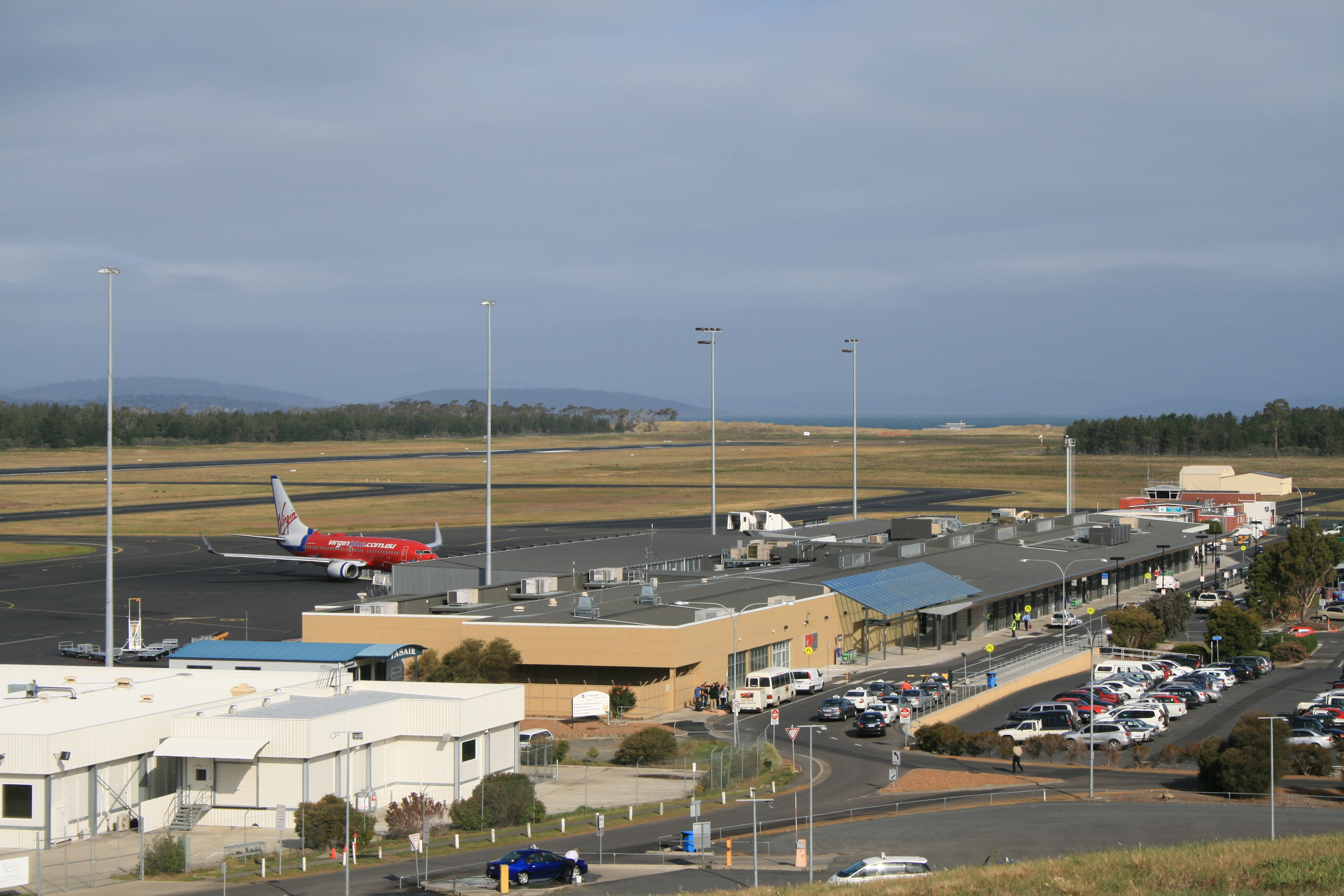
المحطة الرئيسية

مطار هوبارت (بالإنجليزية: Hobart Airport)‏ (إياتا: HBA، إيكاو: YMHB) هو مطار يقع في كامبريدج، 17 كيلومتر (11 ميل) شمال شرق هوبارت. وهو مطار الركاب الرئيسي في جزيرة تسمانيا.

## حق تشغيل المطار
يتم تشغيل المطار المملوك للحكومة الفيدرالية من قبل اتحاد بوابة تسمانيا بموجب عقد إيجار لمدة 99 سنة ا.
المطار يقوم بتنفيذ رحلات طيران دولي ورحلات طيران محلي و شركات الطيران الرئيسية التي تخدم المطار هي كانتاس ، وجيت ستار إيروايز ، وفيرجن أستراليا ، وتيغر إير أستراليا التي تشغل رحلات داخلية في الغالب إلى مطار ملبورن ومطار سيدني .

## رحلات دولية ومحلية
المطار به تجهيزات للسفر الدولي على الرغم من ان المطار لم يكن لديه خدمة ركاب دولية مجدولة بانتظام  ولكن يوجد به مرافق جمركية وهجرة للطائرات التي تدخل البلاد.

## رحلات أنتاركتيكا
نظرًا لموقع المطار الجنوبي، تقوم سكاي تريدرز بتشغيل رحلات منتظمة إلى انتاركتيكا نيابة قسم انتاركتيكا الأسترالي باستخدام طائرة إيرباص A319 .

## افتتاح المطار
افتُتح مطار هوبارت الدولي سنة 1956 وتم تخصيصه سنة 1988. تحتل حوالي 565 هكتار (1,400 أكر) من الأرض،  يقع المطار في شبه جزيرة ضيقة. يتم توجيه عمليات الإقلاع والهبوط حتمًا فوق المسطحات المائية بغض النظر عن الاتجاه أو المغادرة. ولا تزال المنطقة المحيطة بالمطار مباشرة غير مأهولة إلى حد كبير.

## الأكثر ازدحامًا في أستراليا
في السنة المالية 2010-2011 ، وصل الي المطار 1903000 من الركاب، مما جعله تاسع أكثر المطارات ازدحامًا في أستراليا، والأكثر ازدحامًا في أستراليا بدون رحلات دولية مجدولة.

## فترة ما قبل وجود مطار هوبارت
قبل وجود المطار، كان مطار كامبريدج يخدم المنطقة  وهو مطار صغير يقع بالقرب من الموقع الحالي. مع تزايد تواتر السفر الجوي وزيادة عدد الرحلات الجوية، كان من الواضح ان مطار كامبريدج كان مناسبًا للطائرات الخفيفة فقط. في يونيو 1948 ، أعلن رئيس الوزراء بن شيفلي عن بناء مطار جديد بقيمة 760.000 جنيه استرليني.
مع اهتمام أستراليا المستمر في القارة القطبية الجنوبية، كان يعتقد ان المطار الجنوبي لأستراليا سيكون بمثابة قاعدة مثالية للطائرات الثقيلة التي تخدم المنطقة.

## تسمية المطار
تم تشغيل مطار هوبارت في سنة 1956 كمطار النقل الأساسي. تم تسميته في البداية بمطار (بالإنجليزية: Llanherne)‏، ولكن الاسم أصبح غير مستخدم.

## قدرات المطار
قام المطار بخدمة 120,086 راكبًا وتمرير 11,724 طنًا من الشحنات المختلفة وبذلك أحتل المرتبة الخامسة في أستراليا.
بحلول سنة 1957 ، كانت البنية التحتية للمطار تتكون من مبنى صغير يبقى في الطرف الجنوبي الشرقي من المحطة الحالية، وحظائر شحن، ومستودع وقود، ومحطة للأخشاب، ومكتب إدارة المطار ومجمع الأعمال.

## تحديث المطار
وفي سنة 1964 ، قامت الحكومة الفيدرالية بتحديث المدرج لتلبية احتياجات الطائرات النفاثة . تم تمديد المدرج مرة أخرى في سنة 1985 لتلبية احتياجات الطائرات الكبيرة مثل بوينج 747 وانتونوف 124 وبعدها تم افتتاح مبني الرحلات المحلية الحالي رسمياً في أبريل 1976 ومبني الطيران الدولي في سنة 1986 ثم قامت الحكومة الاتحادية بفتح المطار في يناير 1988 .

## الخصخصة

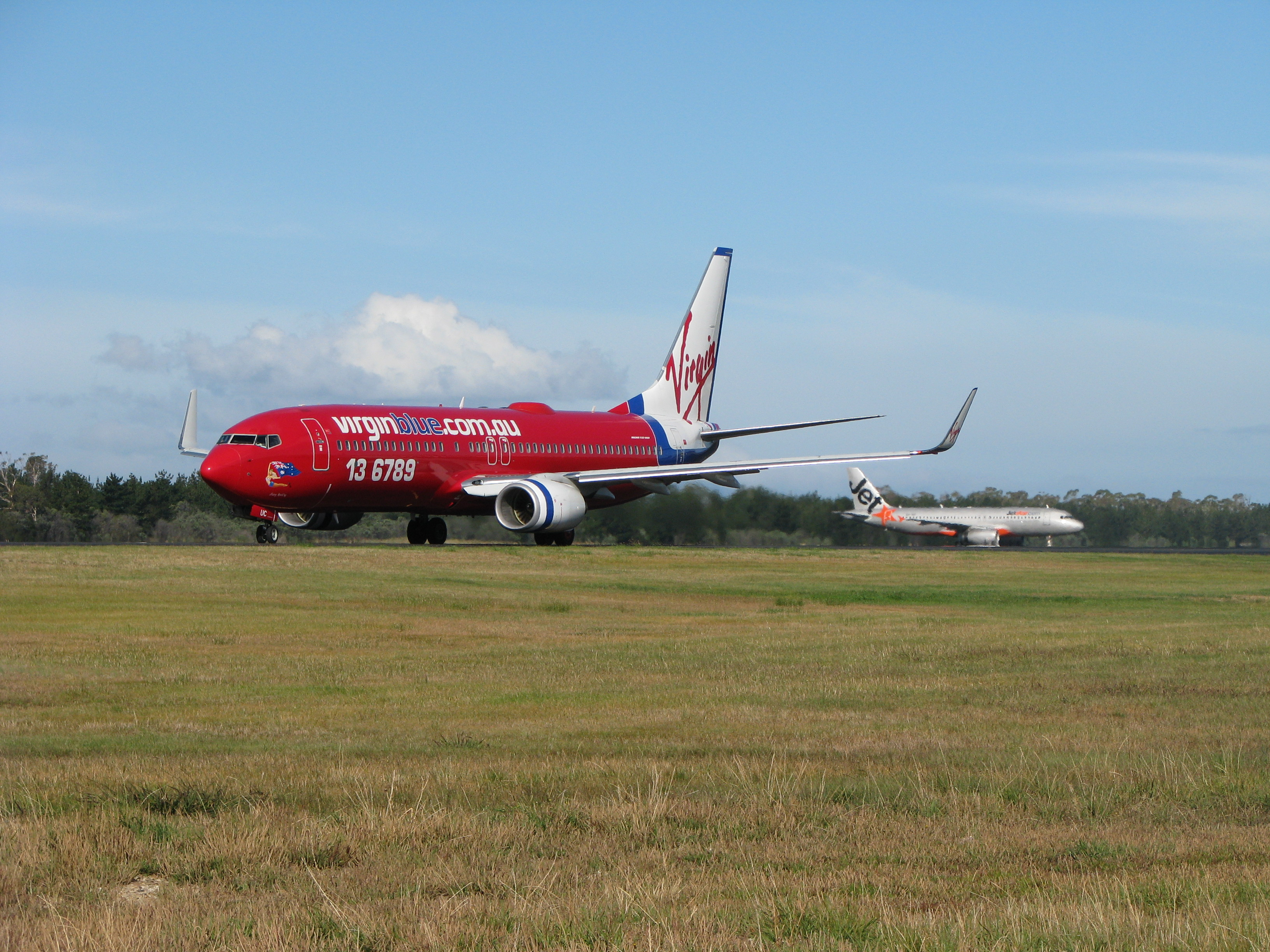
فيرجن بلو وجيت ستار في الممر

في 11 يونيو 1998 ، تمت خصخصة مطار هوبارت، مع إيجار لمدة 99 سنة حيث تم بيعه لشركة خاصة مملوكة لحكومة تسمانيا تديرها شركة موانئ هوبارت .

## توسع المطار
في سنة 2004 ، أعيد تطوير محطة الطيران المحلي لأول مرة في تاريخها الممتد لـ 30 سنة حيث تضمن هذا التطوير تحديث الصالة، ونقل متاجر البيع بالتجزئة إلى داخل منطقة الفحص الأمني، وإعادة تنظيم موقف السيارات، ونقل مرافق تأجير السيارات إلى مبنى جديد في موقف السيارات.

## خطط تطوير المطار
في سنة 2005 ، شهد مطار هوبارت زيادة في عدد الركاب سنويًا  وتقرر بعدها تقديم خطط لتطوير سعة المقاعد في المطار وكانت نتيجة هذة المخططات تطوير مبنى صالة الطيران المحلي.

## بيع الشركة المالكة للمطار
في ديسمبر 2007 ، قامت حكومة تسمانيا ببيع شركة موانئ تسمانيا مقابل مبلغ 350 مليون دولار أسترالي إلى اتحاد بوابة تسمانيا، وهو اتحاد خاص يتكون من ماككواري كابيتال وأخرون. كان البيع يتماشى مع عمليات بيع أخرى في مطار العاصمة، وكان مطار هوبارت آخر مطار في العاصمة لا يزال تحت سيطرة الحكومة. و في أكتوبر 2019 ، باعت ماككواري كابيتال (بالإنجليزية: Macquarie Capital)‏ حصتها إلى كوينزلاند للأستثمار (بالإنجليزية: Queensland Investment Corporation)‏ و مجموعة شيفول .

## صالات المطار
لديها هوبارت الركاب اثنين من المحطات . في سنة 2007 ، تم توصيل المحطتين في مشروع بقيمة 15 مليون دولار  لتلبية تشريعات الكومنولث الجديدة التي تتطلب ان تكون جميع الأمتعة المسجلة بالأشعة السينية . في سنة 2008 ، تلقى المطار إشادة للعمارة السنة ة في الفصل التسماني من المعهد الأسترالي للمهندسين المعماريين، لترقية المحطة الجديدة. يحافظ المطار حاليًا على ساحة طيران دولية ومحلية وسنةة مشتركة. وقد تم اتخاذ إجراءات لإنشاء ساحة طيران سنة ة مخصصة جنوب المنطقة المستخدمة حاليًا.

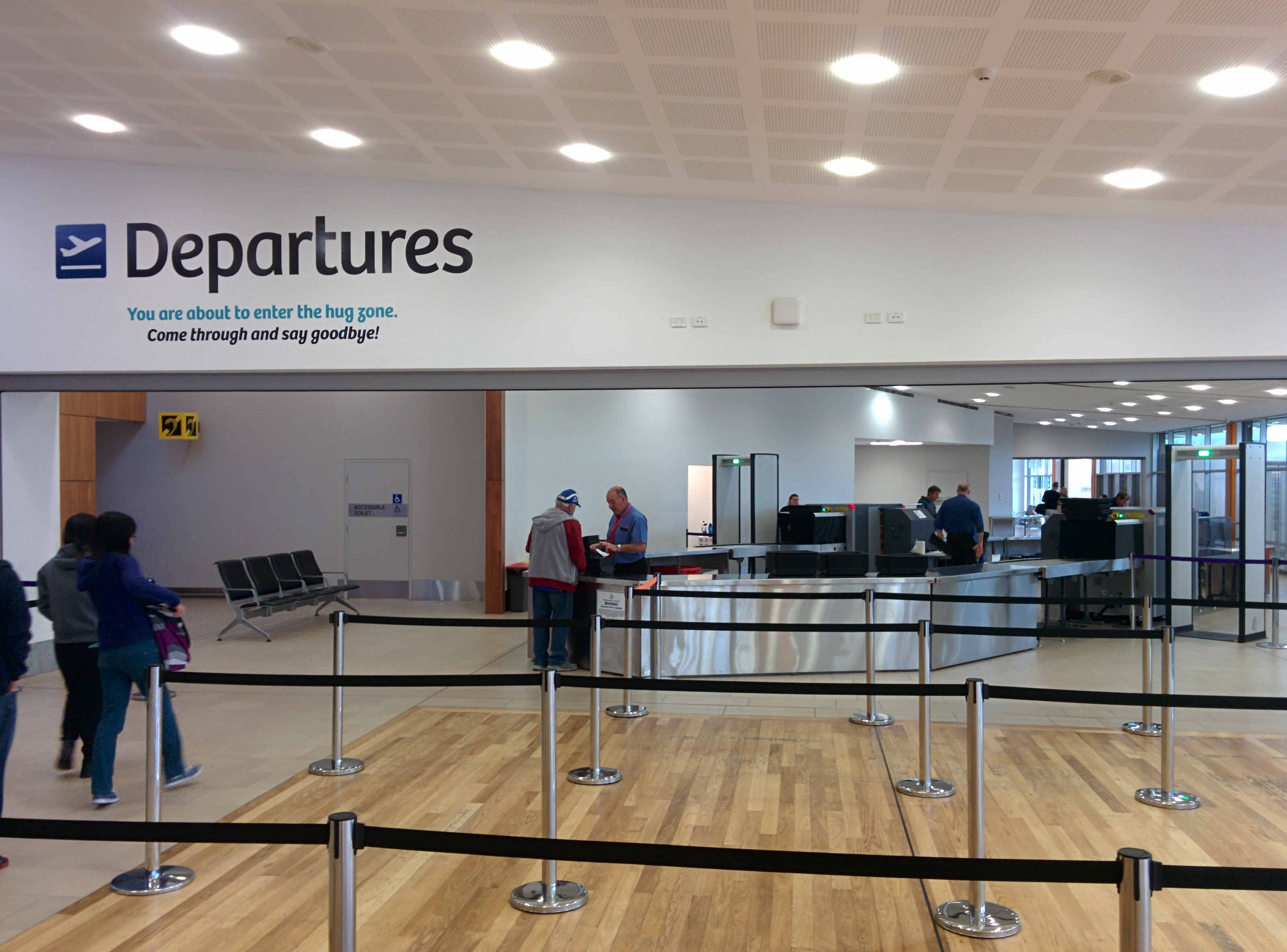
نقطة التفتيش الأمنية للمغادرين

لدي مطار هوبارت اثنين من صالات الركاب وفي عام 2007 تم توصيل الصالتين في مشروع بقيمة 15 مليون دولار  لتلبية تشريعات الكومنولث الجديدة التي تتطلب فحص جميع الأمتعة المسجلة بالأشعة السينية .

### الصالة المحلية
تم افتتاح الصالة المحلية في سنة 1976 وتم توسيعها عدة مرات منذ ذلك الحين. تشترك جميع شركات الطيران في نفس منطقة تسجيل الوصول والمغادرة في الطرف الجنوبي الشرقي من المبنى.

### الصالة الدولية
تم افتتاح الصالة الدولية سنة 1983 لتسهيل الحركة الجوية عبر تاسمان . وتستخدم بواسطة سكاي تريدرز الجوية للرحلات الخاصة بالقارة القطبية المتجمدة.

### شحن

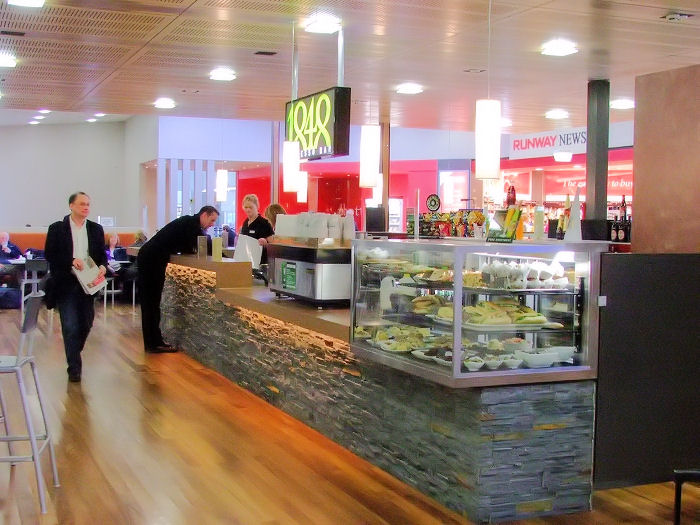
مقهى المحطة

هناك منطقتان للشحن المحلي تعملان في المطار، وتخدمان شركة كانتاس وتول إير وفيرجن أستراليا .
يشمل المرفق مبنيين على مساحة إجمالية تبلغ حوالي 10,000 متر مربع (110,000 قدم2) ، بما في ذلك مساحة منطقة الشحن.
تستخدم شركة كانتاس طائرات شحن نفاثة مخصصة. في يناير 2007 ، افتتحت فيرجن أستراليا منشأة شحن مخصصة في شمال محطة الطيران الدولية. لا تحتوي منطقة الشحن الجديدة هذه على ساحة خاصة بها، ولكنها تستخدم بدلاً من ذلك ساحة طائرات الركاب التي تخدم المطار بالفعل.

### الطيران المدني
تستخدم غالبية حركة الطيران المدني في هوبارت مطار أخر يسمي كامبريدج، الذي تم بيعه في سنة 1992 بشرط ان يظل مطارًا حتى سنة 2004. منذ ذلك التاريخ، وضع مطار هوبارت خططًا للتوسع الكبير في الطيران المدني تحسبا لو رغب أصحاب مطار كامبريدج في استخدام الأرض لأغراض أخرى. سيشمل هذا التوسع مدرجًا جديدًا ومئزر طيران سنة يقع جنوب المحطة المحلية الحالية.

## المدرج

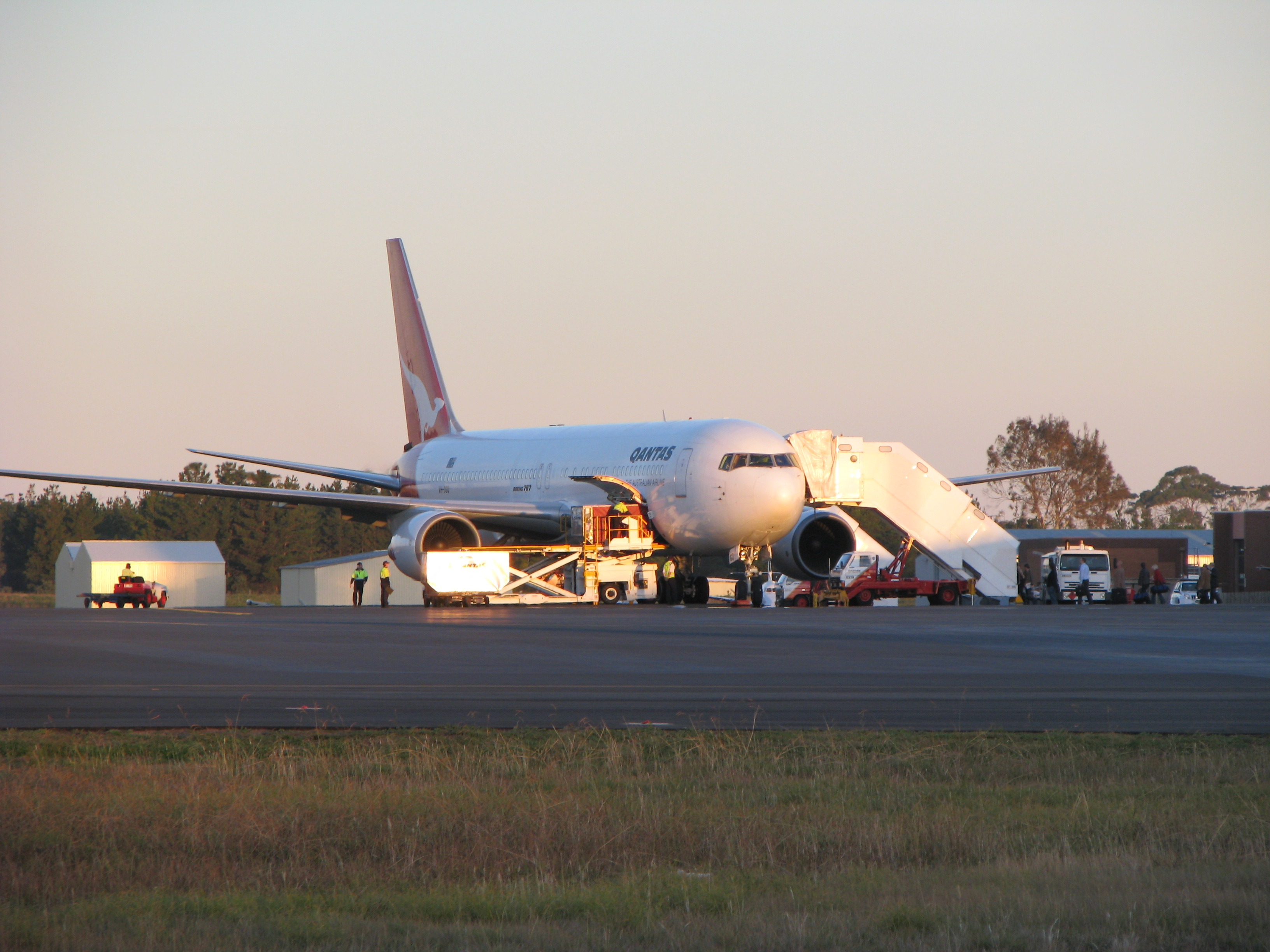
طائرة كانتاس بوينج 767-300 في مطار هوبارت

يحتوي مطار هوبارت على مدرج واحد. تم تمديد المدرج في سنة 2017 بمقدار 500 متر ويشمل امتداد 350 مترًا في الطرف الجنوبي و 150 مترًا إلى الطرف الشمالي، ونقل أضواء الهبوط، أعلن مطار هوبارت الدولي عن خطط تفصيلية للمطار بخطة رئيسية جديدة مدتها 20 سنة.

## توسعة المدرج
اشترى المطار أرضًا من حكومة تسمانيا في الجزء الجنوبي من المطار من أجل التطوير المستقبلي لمنشآت التشغيل. ستسمح هذه المنطقة الإضافية بمدرج قصير لطائرات الطيران المدني إما بالتوازي مع المدرج الرئيسي على طول الطرف الجنوبي من الحد الشرقي للمطار، أو عبر مدرج نحو الطرف الجنوبي من المدرج الرئيسي. سيوفر المدرج الثاني البديل فرصة لتحسين الإدارة التشغيلية للفئات الأخف من الطائرات. ومع ذلك، من غير المحتمل ان يتم تطوير المدرج الثاني في أي وقت قريب، لان المدرج الحالي غير مستغل بشكل كاف.

## المرافق الأخرى

### الفندق
في ديسمبر 2005 ، اقترح مطور هوبارت البارز علي سلطان فندقًا / موتيلًا من أربع نجوم، مكونًا من 60 غرفة للمطار. تم افتتاح الفندق الذي يحمل اسم مطار كواليتي هوبارت في 1 ديسمبر 2008. يتألف الفندق من 78 غرفة ومطعم / مقهى وعدد من قاعات المؤتمرات والاجتماعات. يعمل في الفندق 25 شخصًا.

### تطوير الصندوق الكبير
في أوائل سنة 2006 ، أعلن المطار عن خطط لبناء منفذ مصنع مباشر ( منافذ تبيع السلع والملابس والمنتجات مباشرة من المصنع نفسه ) ، يغطي مساحة 18,000 متر مربع (190,000 قدم2) ،  والتي كانت ستجعلها الأكبر من نوعها في أستراليا. كانت أوستكس ، شركة مقرها ملبورن وهي المستثمر الرئيسي في مشروع 100 مليون دولار.
في حين دعمت حكومة تسمانيا المشروع، معتقدة ان منفذ المصنع المباشر سيدفع نمو تجارة التجزئة، أعرب مجلس مدينة هوبارت وكمية كبيرة من أصحاب متاجر البيع بالتجزئة في منطقة الأعمال المركزية في هوبارت عن مخاوفهم من فقدان الأعمال. كما تم الإعراب عن القلق بشان الصندوق الكبير الذي يتم بناؤه على أراضي الكومنولث وبالتالي الهروب من قوانين الدولة. في سنة 2008 ، تم تقديم خطط المشروع إلى الحكومة الاتحادية لتقييمها.
أعطى وزير النقل الفيدرالي وارن تروس الموافقة بشرط قطع مركز المخرج بمقدار النصف إلى 10,000 متر مربع (110,000 قدم2) ،  مما دفع أوستكس إلى الابتعاد عن الاقتراح. في فبراير 2008 ، أكد الرئيس التنفيذي لشركة أوستكس جيف بورز ان منفذ البيع المباشر من المصنع قد عاد للعمل،  ومع ذلك فقد دخلت أوستكس إلى الحراسة القضائية في سنة 2010 ،  وحتى سنة 2014 لا يزال الموقع غير مطور.

## شركات الطيران والوجهات

### طيران الركاب
تعمل أربع شركات طيران ركاب حاليًا رحلات منتظمة من هوبارت إلى خمس وجهات في الولايات الجنوبية والشرقية من أستراليا بالإضافة إلى بيرث، بينما تعمل شركة طيران متخصصة إلى إقليم انتاركتيكا الأسترالي خلال فصل الصيف. 
| شركـات طيـران              | الوجهات                               |
| -------------------------- | ------------------------------------- |
| خطوط جيت ستار الجوية       | Adelaide, Brisbane، Melbourne، Sydney |
| كانتاس                     | Melbourne، Sydney Seasonal: Brisbane  |
| كانتاس لانك                | Sydney                                |
| شارب للطيران               | Charter: Launceston                   |
| سكاي تريدرز                | Seasonal Charter: Wilkins Runway      |
| تايجر اير استراليا         | Melbourne                             |
| خطوط فيرجن أستراليا الجوية | Brisbane، Melbourne، Perth, Sydney    |

### شحن
| شركـات طيـران    | الوجهات                  |
| ---------------- | ------------------------ |
| كانتاس للشحن     | Launceston، Melbourne    |
| بايونير استراليا | Seasonal Charter: Sydney |

## المرور والإحصائيات
| مرتبة | مطار    | ركاب <br/> (بالآلاف) | ٪ يتغيرون |
| ----- | ------- | -------------------- | --------- |
| 1     | ملبورن  | 1,657.7              | ▲ 1.8     |
| 2     | سيدني   | 706.0                | ▲ 6.9     |
| 3     | بريسبان | 231.2                | ▲ 6.5     |

| سنة       | حركات الركاب |
| --------- | ------------ |
| 2001-2002 | 958000       |
| 2002-2003 | 1,010,000    |
| 2003–04   | 1,226,000    |
| 2004-2005 | 1,523,000    |
| 2005–06   | 1,606,000    |
| 2006-2007 | 1,629,000    |
| 2007–08   | 1,758,000    |
| 2008-2009 | 1,869,000    |
| 2009-10   | 1,856,000    |
| 2010-11   | 1,903,000    |

## النقل البري

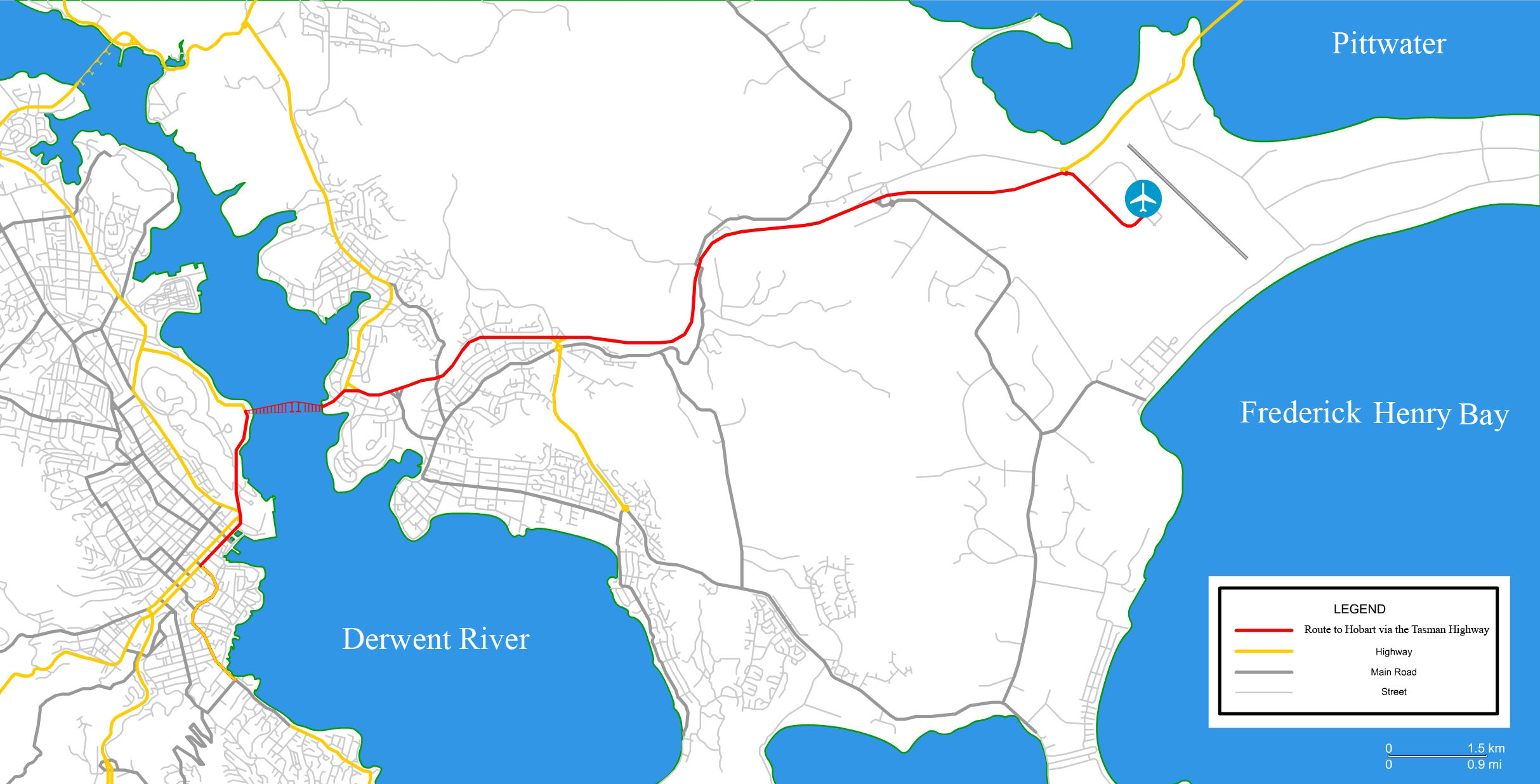
مطار هوبارت فيما يتعلق هوبارت

يوجد في مطار هوبارت موقف سيارات مخصص لمواقف السيارات قصيرة ومتوسطة وطويلة المدى.
هناك أيضا خدمة سيارات الأجرة وخدمة الليموزين في المطار. هناك العديد من وكالات تأجير السيارات بما في ذلك هرتز وUber وغيرها. هناك خدمة حافلات تعمل بين منطقة الأعمال المركزية في هوبارت والمطار لكل رحلة مغادرة. حيث تعادر حافلة خارج الصالة كل 30 دقيقة وتنقل الركاب إلى المدينة. مشغل خدمة الحافلات هو سكاي باص ‏.